# 혼조시
혼조시(일본어: 本庄市, 문화어: 혼죠시)는 일본 사이타마현 북서부에 있는 시이다.

## 개요
에도 시대에 현재의 군마현, 나가노현, 기후현을 경유하여 에도(현 도쿄)와 교토를 잇는 나카센도(中山道)의 가장 큰 역참 마을로 발전했다. 현재도 도쿄와 니가타현, 나가노현을 잇는 고속도로의 나들목이 있고, 2004년에는 신칸센 역도 신설되었다. 신칸센 역 주변에는 와세다 대학 캠퍼스도 있다.
2006년 1월 10일에 인접한 고다마군(児玉郡) 고다마정(児玉町)과 통합하여 새로운 혼조시가 생겨났다.

## 지리

### 인접한 자치체
- 사이타마현
  - 고다마군
    - 가미사토정, 가미카와정

  - 지치부군
    - 나가토로정, 미나노정

  - 후카야시
- 군마현
  - 이세사키시
  - 사와군
    - 다마무라정

## 역사
- 1889년 4월 1일 - 정촌제 시행으로 고다마군 혼조정이 성립하였다.
- 1954년 7월 1일 - 혼조정, 후지타촌, 닛테촌, 아사히촌, 기타이즈미촌과 신설 합병해 혼조시가 되었다.
- 2006년 1월 10일 - (구) 혼조시, 고다마군 고다마정과 신설 합병해 새로운 혼조시가 되었다. (고다마정과 합병 이전의 인구는 61,000명이었다.)
- 2006년 10월 22일 - 2번째로 시기가 제정되었다.

## 교통

### 도로
- 간에쓰 자동차도: 혼조코다마 나들목
- 국도 17호선
- 국도 254호선
- 국도 462호선

### 철도
- 동일본 여객철도
  - 조에쓰 신칸센·호쿠리쿠 신칸센: 혼조와세다역
  - 다카사키선: 혼조역
  - 하치코선: 고다마역

## 인구
| 연도 | 인구   | ±%     |
| ---- | ------ | ------ |
| 1920 | 43,369 | —      |
| 1930 | 48,841 | +12.6% |
| 1940 | 49,783 | +1.9%  |
| 1950 | 61,703 | +23.9% |
| 1960 | 58,569 | −5.1%  |
| 1970 | 65,187 | +11.3% |
| 1980 | 72,089 | +10.6% |
| 1990 | 78,551 | +9.0%  |
| 2000 | 82,670 | +5.2%  |
| 2010 | 81,889 | −0.9%  |

## 자매 도시
- 일본 사이타마현 가조시
- 일본 군마현 시부카와시